# Hyphoderma etruriae
Hyphoderma etruriae är en svampart som beskrevs av Bernicchia 1993. Hyphoderma etruriae ingår i släktet Hyphoderma och familjen Meruliaceae.   Inga underarter finns listade i Catalogue of Life.